# Kozynci (rejon winnicki)
Kozynci (ukr. Козинці, hist. pol. Kozińce) – wieś na Ukrainie, w obwodzie winnickim, w rejonie winnickim, w hromadzie Turbów. W 2001 liczyła 369 mieszkańców, spośród których 363 wskazało jako ojczysty język ukraiński, 5 rosyjski, a 1 białoruski